# Église du Sacré-Cœur de Bressolles
L'église du Sacré-Cœur est l'église de la commune de Bressolles située à trois kilomètres au sud de Moulins dans l'Allier. Consacrée au  Sacré-Cœur, elle dépend pour le culte du diocèse de Moulins et de la paroisse Notre-Dame du Bourbonnais.

## Histoire et description

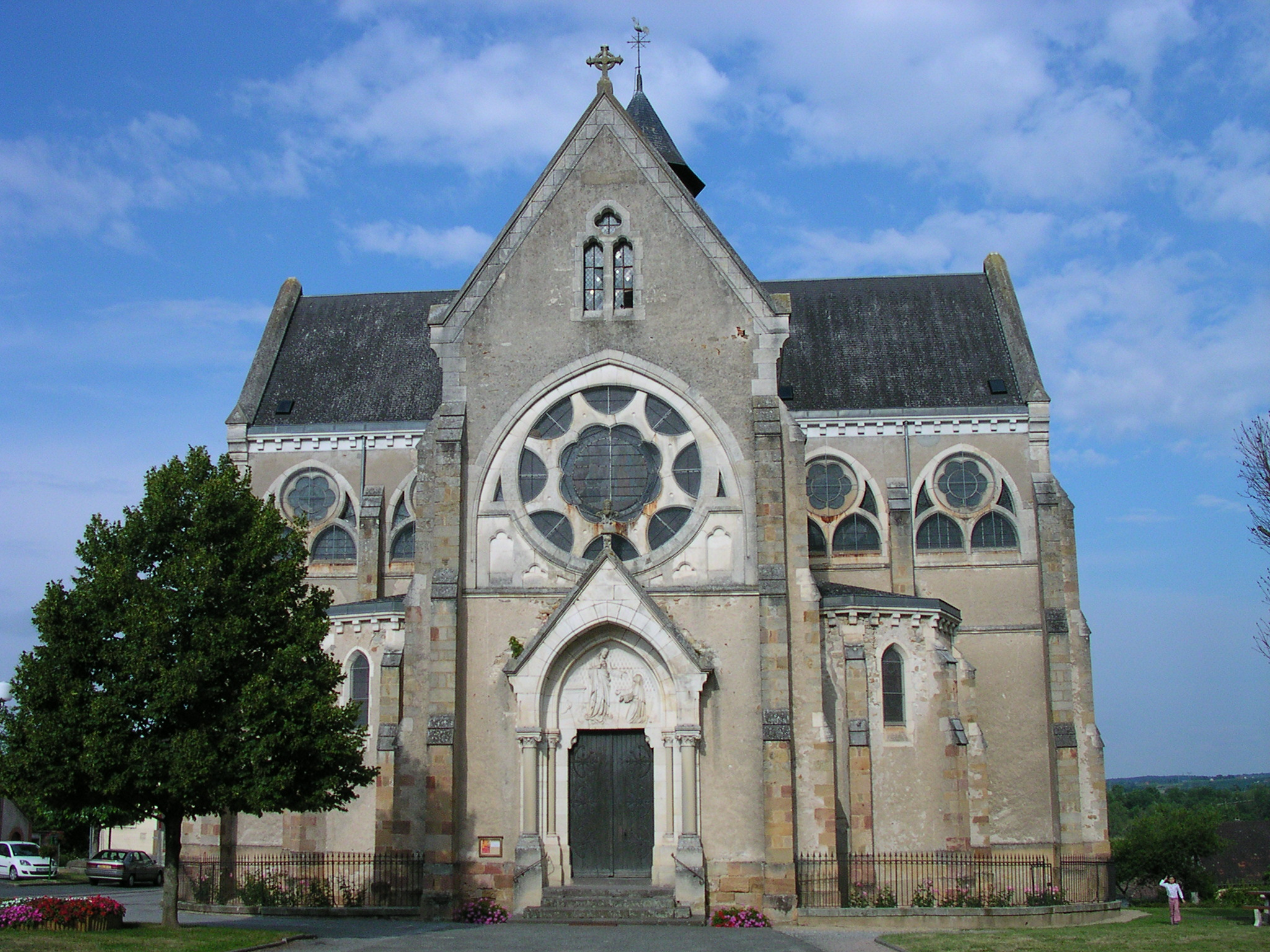
Façade de l'église.

Une ancienne église paroissiale, dédiée au saint Sauveur, est citée dès 1095. Elle servait de chapelle au château et a été démolie. 
C'est un abbé de Moulins, Joseph Pougnet,, qui conçoit cette église dans le style néo-gothique, selon un plan en croix grecque, se terminant par des absidioles en hémicycle. Elle est terminée en 1869. Elle était surmontée d'une flèche au-dessus de la croisée qui a été démolie en 1934. La façade est éclairée d'une grande rosace.
L'église conserve une remarquable pietà du XVe siècle.

## Culte
L'évêque de Moulins, Mgr Laurent Percerou, émet un décret le 29 juin 2020 afin d'y appliquer le motu proprio Summorum Pontificum de 2007, et l'église est donc confiée à un vicaire issu de l'ICRSP, étant précisé que le rite ordinaire peut y continuer pour les baptêmes et mariages et la messe anticipée le samedi soir, ainsi que le dimanche matin deux ou trois fois par an.